# フトゥールム
合同会社フトゥールム（futurum LLC.）は、日本の声優事務所。
声優マネジメントの他、イベント企画制作、音響制作も請け負う。

## 所属声優
2021年11月時点。
女性
- 榎木実佳
- 桐村まり
- 空賀花
- 佐倉ゆき
- 清水美紗
- 進藤亜由美
- 竹立幾美
- 羽田衣玖
- 浜みか
- 平松真奈実
- 藤沢れい香
- 松平美波穂
- 間宮菜南子

男性
- 青樹鮎希
- 奥田純
- 神取慶次
- 小林優希
- 豊岡聡仁

### 準所属
女性
- 青木千尋
- 有宮あかり
- 石川朋
- 泉水亜紀
- 井村美沙
- 小笠原愛理
- 川峰はる香
- 小日向みき
- 竹内仁美
- 田中杏映
- 宮森こなつ
- 基平和泉
- 桃井咲紀
- 山本真未
- 柚木雪那

男性
- 伊野月修司
- 小田貴弘
- 倉科良太
- 嶋田優愛
- 中井保弘
- 西川美樹也
- 檜山尚人
- 百瀬晃人
- 山田祐也

### 預かり
女性
- 甘利縁紫
- 井野屋凛音
- 大路みゅう
- 川田ひろ子
- 坂井芳江
- さきとう薫
- 鳥谷早緒梨
- 夏山かなめ
- にしの睦実
- 能勢ともみ
- 葉名ひより
- 原田万里
- 樋上奈緒
- 益子優衣
- 水品ねね
- 三つ葉一
- 盛近依久乃
- 結城沙弥香

男性
- 赤城孝一
- あやとゆう
- 大村卓矢
- 木村龍馬
- 倉本興季
- 日下翔
- 工野恒沙
- 新藤尭昌
- 戸町純平
- 藤田昂平

## かつての所属者
- 植木由美子（現所属：ゆーりんプロ）
- 中村麻未
- 山口瑞樹